# Бобруйский округ
Бобруйский округ — единица административного деления Белорусской ССР, существовавшая с июля 1924 по июль 1930 года. Административный центр — город Бобруйск.
Первоначально включал 12 районов: Бобруйский 1-й, Бобруйский 2-й, Буда-Кошелёвский, Глусский, Городецкий, Жлобинский, Кличевский, Осиповичский, Паричский, Рогачёвский, Свислочский, Стрешинский.
В 1927 года в состав Бобруйского округа вошло 5 районов упразднённого Слуцкого округа: Краснослободский, Любанский, Слуцкий, Стародорожский, Старобинский. Одновременно были упразднены Городецкий и Стрешинский районы, а Бобруйский 1-й и Бобруйский 2-й районы объединены в единый Бобруйский район. Буда-Кошелёвский район был передан в Гомельский округ.
Упразднён в июле 1930, как и большинство округов СССР. Районы переданы в прямое подчинение БССР.
По данным переписи 1926 года численность населения составляла 530,9 тыс. чел. В том числе белорусы — 81,0 %; евреи — 9,9 %; русские — 6,0 %; поляки — 2,1 %.